# Cryptocarya odorata
Cryptocarya odorata är en lagerväxtart som beskrevs av André Guillaumin. Cryptocarya odorata ingår i släktet Cryptocarya och familjen lagerväxter. Inga underarter finns listade i Catalogue of Life.